# Tre små øer
|  | Denne artikel er oprettet af botten Steenthbot ud fra en ekstern database. Den kan derfor have sproglige fejl eller mangler. Denne skabelon kan fjernes efter kontrol af indholdet. |

Tre små øer er en dansk dokumentarfilm fra 1939.

## Handling
Skibet M/S Amerika, ejet af Østasiatisk Kompagni (ØK), sejler til de tidligere dansk-vestindiske øer. Filmen viser livet ombord. Ankomsten til øen St. Thomas, havnen og byen. Besøg på øen St. Jan. De indfødtes husflidsarbejde. Luksusliner ankommer, og turister besøger byen Charlotte Amalie. Besøg på øen St. Croix, gadebilleder fra byen Christianssted. Ruiner af forladte sukkerrørsplantager på Sct. Croix.